# Amalie Bruun

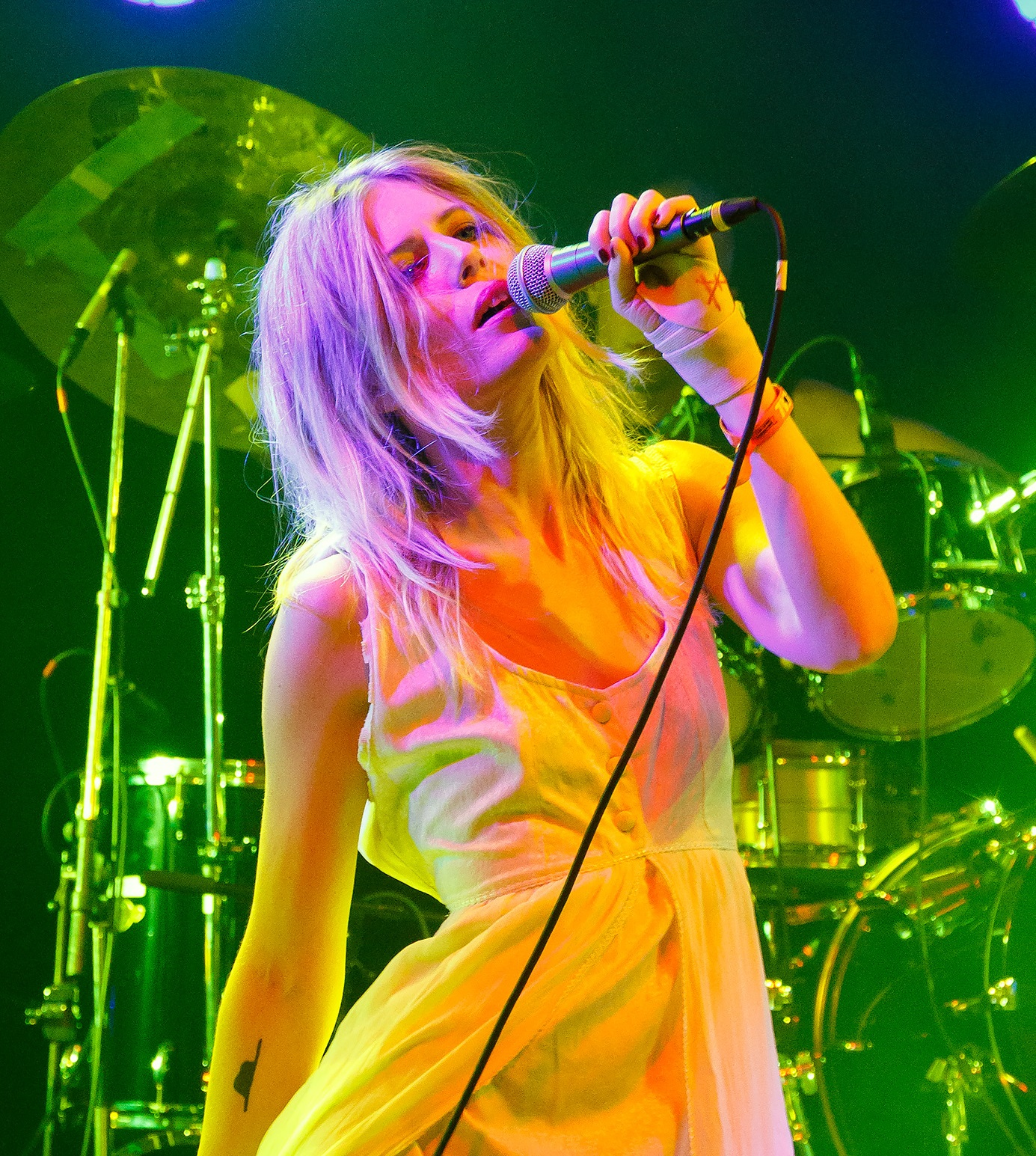
Amalie Bruun 2015

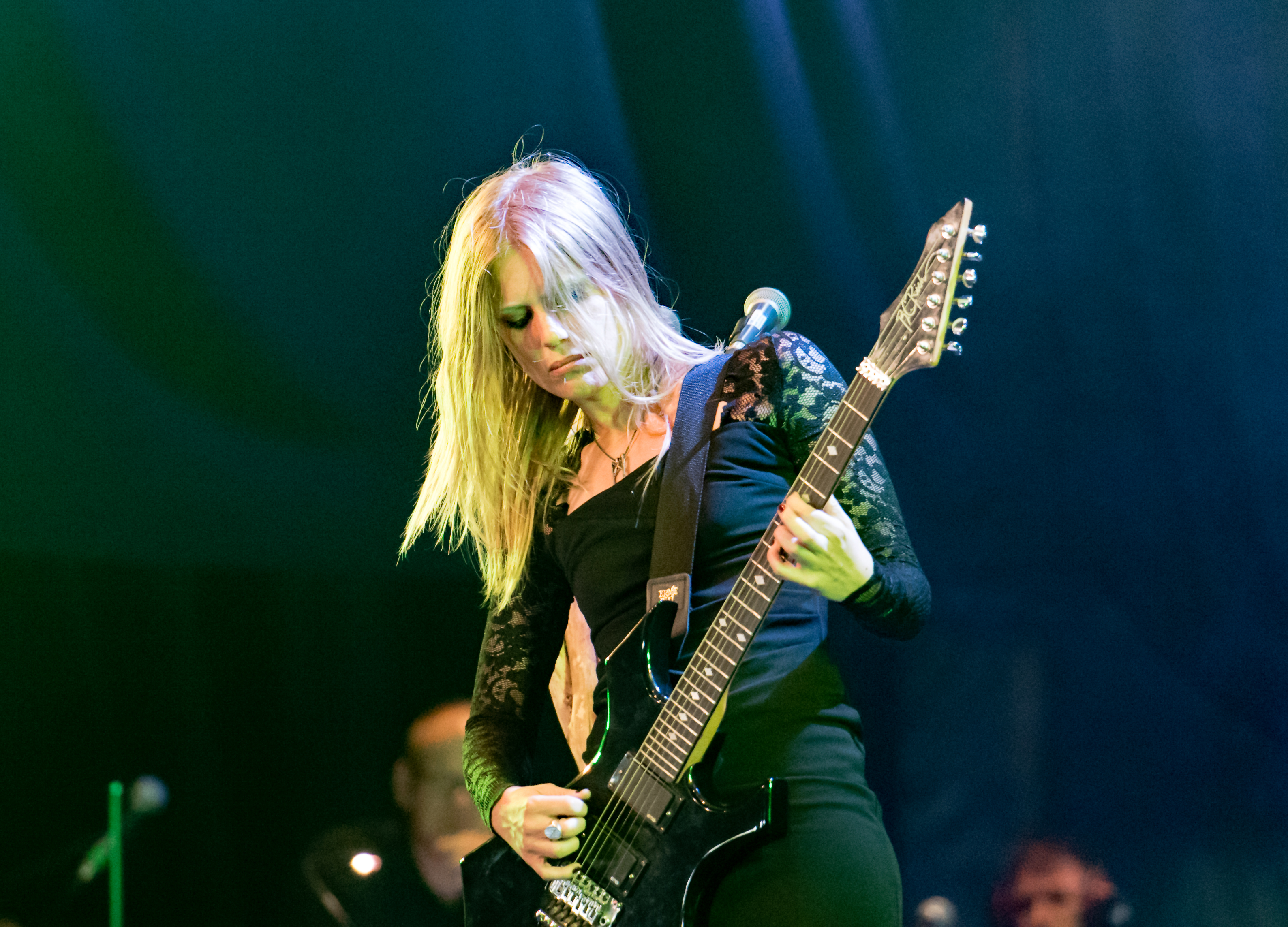
Amalie Bruun 2016 in Wacken

Amalie Bruun (* 6. Januar 1985 in Kopenhagen) ist eine dänische Musikerin und Schauspielerin.

## Karriere
Bruun spielt Klavier, Gitarre, Nyckelharpa und E-Bass. Für ihr erstes Album arbeitete sie mit ihrem Vater Michael Bruun zusammen. 2008 komponierte sie den Titelsong für die Reality-Show Paradise Hotel. Mit ihrer Band Ex Cops veröffentlichte sie zwei Alben, bevor sich die Band 2015 auflöste. 
2014 wurde bekannt, dass Bruun die Person hinter dem Blackgaze-Projekt Myrkur ist. Myrkur steht bei Relapse Records unter Vertrag.
Als Schauspielerin wirkte Bruun bei einem Werbefilm sowie dem Musikvideo Jack Sparrow der Band The Lonely Island mit.

## Diskografie

### Als Amalie Bruun
- Amalie Bruun (2006)
- Housecat (2008)
- Branches (2010)
- Crush (2012)

### Mit Ex Cops
- True Hallucinations (2013)
- Daggers (2014)

### Als Myrkur
- Myrkur (EP, 2014)
- M (2015)
- Mausoleum (Live-Album, 2016)
- Mareridt (2017)[3]
- Juniper (EP, 2018)
- Folkesange (2020)
- Spine (2023)